# Mediävistikverband
Der Mediävistikverband ist ein Verein vorwiegend deutschsprachiger Wissenschaftler und Studierender unterschiedlicher geisteswissenschaftlicher Fächer, die sich mit dem Mittelalter beschäftigen.
Der Verein wurde am 24. Mai 1983 in Tübingen unter dem Namen Mediävistenverband gegründet. Er hat die Rechtsform eines eingetragenen Vereins (e. V.) mit dem Sitz in Frankfurt am Main. Ihm gehören (Stand 2017) etwa 1130 Wissenschaftler vorwiegend aus Deutschland an. Mit seiner Gründung war das Anliegen verbunden, im Sinne der anglo-amerikanischen Medieval Studies oder der französischen Études Médiévales ein die traditionellen Fächergrenzen überbrückendes, also transdisziplinäres, Forum für mediävistische Forschung zu schaffen. In dieser Hinsicht versteht sich der Verband als zusätzliche Option zu den Vertretungen der Einzelfächer, die meist epochenübergreifend organisiert sind, wie dem Verband der Historiker und Historikerinnen Deutschlands (VHD) oder dem Deutschen Romanistikverband (DRV). Im Jahr 2025 erfolgte die Umbenennung in Mediävistikverband.
Im Beirat des Mediävistikverbandes sind die Fächer Anglistik, Mittelalterarchäologie, Byzantinistik, Germanistik, Geschichte, Historische Hilfs-/Grundwissenschaften, Islamwissenschaft, Judaistik, Kunstgeschichte, Medizin-/Wissenschaftsgeschichte, Mittellatein, Musikwissenschaften, Philosophie, Rechtsgeschichte, Romanistik, Skandinavistik und Theologie vertreten; hinzu kommen drei Funktionsstellen für Mediävistik und Schule, Nachwuchs und Öffentlichkeitsarbeit. Geleitet wird der Verband durch ein fünfköpfiges Präsidium. Gegenwärtig sind dies: Präsidentin Regina Toepfer (Germanistik, Würzburg), Vizepräsident Michael Grünbart (Byzantinistik, Münster), Schatzmeister Albrecht Fuess (Islamwissenschaft, Marburg), Schriftführerin Isabelle Mandrella (Philosophie, München) und der Vertreter des nächsten Tagungsortes Wolfram Drews (Geschichte, Münster).
Der Verband unterstützt die Vernetzung der mediävistischen Fächer an den deutschsprachigen Universitäten, die sich inzwischen teilweise auch institutionell als Mittelalterstudien, Mittelalterzentren oder ähnlich formieren. Er organisiert im zweijährlichen Turnus ein interdisziplinäres Symposium, vermittelt Auslandskontakte und bietet Sommerschulen, einen Handschriftenkurs und Seminare für den wissenschaftlichen Nachwuchs an. Er gibt seit 1996 die Fachzeitschrift Das Mittelalter heraus, die halbjährlich erscheint (bis 2013 beim Akademie Verlag, von 2014 bis 2020 bei de Gruyter und seit 2021 im Open Access bei Heidelberg University Publishing (heiUP)), sowie eine eigene Fachbuchreihe (Beihefte zu Das Mittelalter). In dieser Reihe werden seit 2015 die Akten der Symposien des Verbands publiziert, aber auch weitere Sammelbände und Monographien.

## Präsidenten
- 1983–1989: Karl-Heinz Göller (Anglistik; Ehrenpräsident seit März 1989; verstorben am 22. April 2009)
- 1989–1991: Helmut Hucke (Musikwissenschaft)
- 1991–1995: Hans Holländer (Kunstgeschichte)
- 1995–2001: Wilhelm G. Busse (Anglistik; Ehrenmitglied seit 2003)
- 2001–2007: Hans-Werner Goetz (Geschichte; Vizepräsident 1997–2001)
- 2007–2011: Gerhard Krieger (Theologie)
- 2011–2017: Volker Leppin (Theologie)
- 2017–2023: Wolfram Drews (Geschichte; Vizepräsident 2013–2017)
- seit 2023: Regina Toepfer (Germanistik; Schriftführerin 2017–2021)

## Symposien
Die Symposien finden alle zwei Jahre statt:
- 20. Symposium: ‚In Nomine‘ – Name und Benennung im Mittelalter vom 23. bis 26. Februar 2025 in Salzburg
- 19. Symposium: Normen und Ideale vom 5. bis 8. März 2023 in Würzburg (ursprünglich vorgesehen für 2021, aufgrund der Corona-Pandemie verschoben)
- 18. Symposium: Schaffen und Nachahmen. Kreative Prozesse im Mittelalter vom 17. bis 20. März 2019 in Tübingen.
- 17. Symposium: Geheimes und Verborgenes vom 19. bis 22. März 2017 in Bonn
- 16. Symposium: Gebrauch und Symbolik des Wassers in der mittelalterlichen Kultur vom 22. bis 25. März 2015 in Bern
- 15. Symposium: Abrahams Erbe – Konkurrenz, Konflikt, Koexistenz im Mittelalter vom 3. bis 6. März 2013 in Heidelberg
- 14. Symposium: Gottes Werk und Adams Beitrag – Formen der Interaktion zwischen Mensch und Gott im Mittelalter 2011 in Jena
- 13. Symposium: ,Farbiges Mittelalter’?! Farbe als Materie, Zeichen und Projektion in der Welt des Mittelalters 2009 in Bamberg[7]
- 12. Symposium: Verwandtschaft, Freundschaft, Bruderschaft… Soziale Lebens- und Kommunikationsformen im Mittelalter 2007 in Trier
- 11. Symposium: Grenze und Grenzüberschreitung im Mittelalter 2005 in Frankfurt an der Oder
- 10. Symposium: Virtuelle Räume – Raumwahrnehmung und Raumvorstellung im Mittelalter 2003 in Krems
- 9. Symposium: Natur im Mittelalter: Konzeptionen, Erfahrungen, Wirkungen 2001 in Marburg
- 8. Symposium: Karl der Große und das Erbe der Kulturen 1999 in Leipzig
- 7. Symposium: Artes im Mittelalter 1997 in Berlin
- 6. Symposium: Mittelalter und Moderne 1995 in Bayreuth
- 5. Symposium: Rhythmus und Saisonalität 1993 in Göttingen
- 4. Symposium: Die Begegnung des Westens mit dem Osten 1991 in Köln
- 3. Symposium: Feste und Feiern im Mittelalter 1989 in Paderborn
- 2. Symposium: Kontinuität und Transformation der Antike im Mittelalter 1987 in Freiburg
- 1. Symposium: Zusammenhänge, Einflüsse, Wirkungen 1985 in Tübingen[8]